# Taq-e Kisra

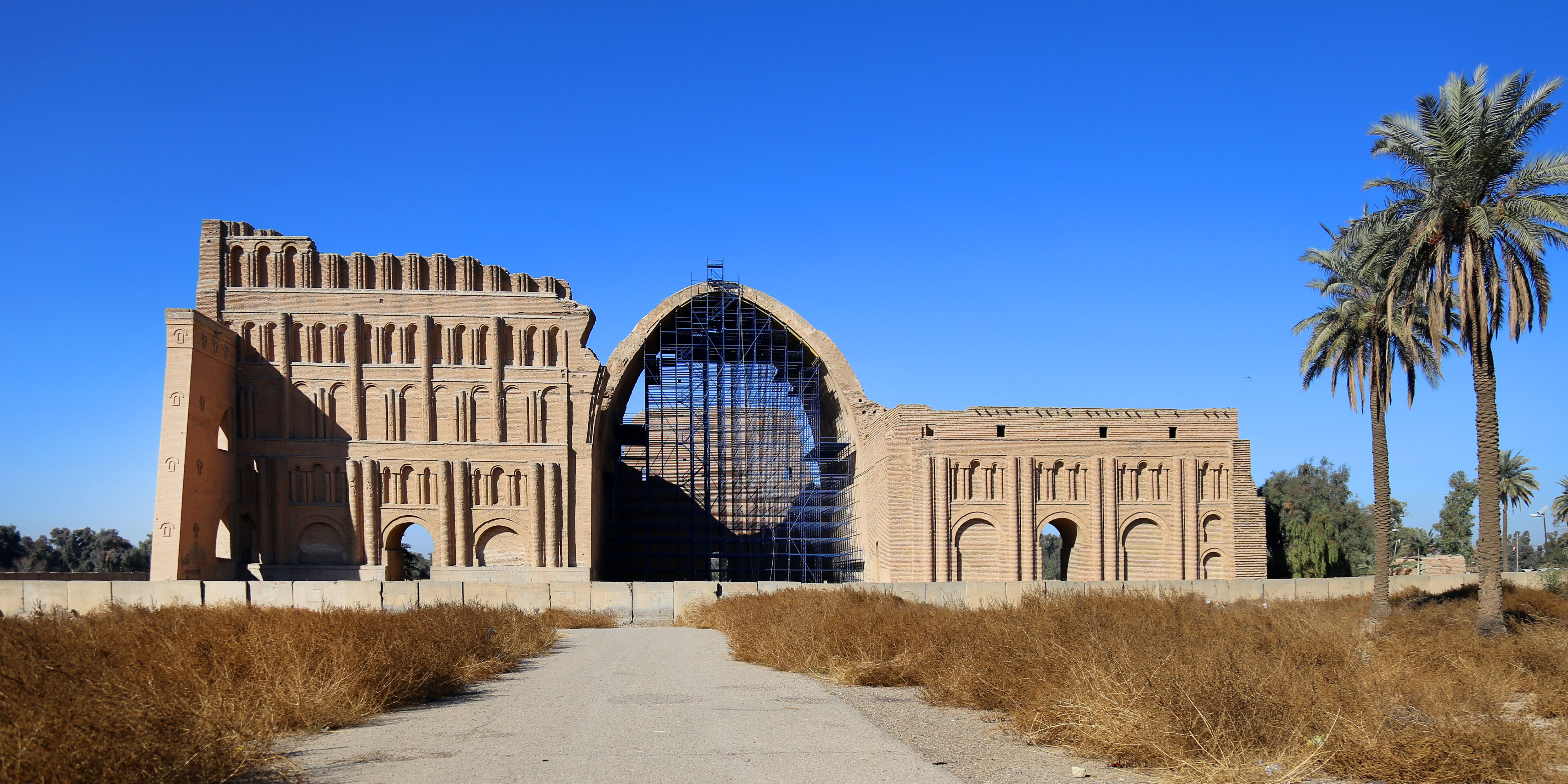
Taq-e Kisra, 2022

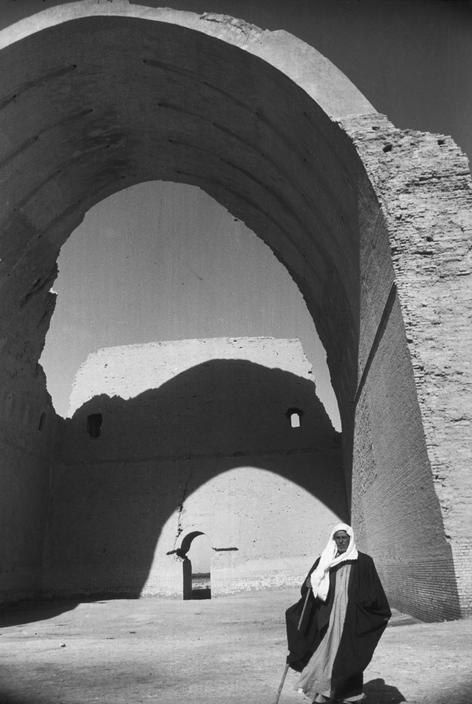
Taq-e Kisra, 1950

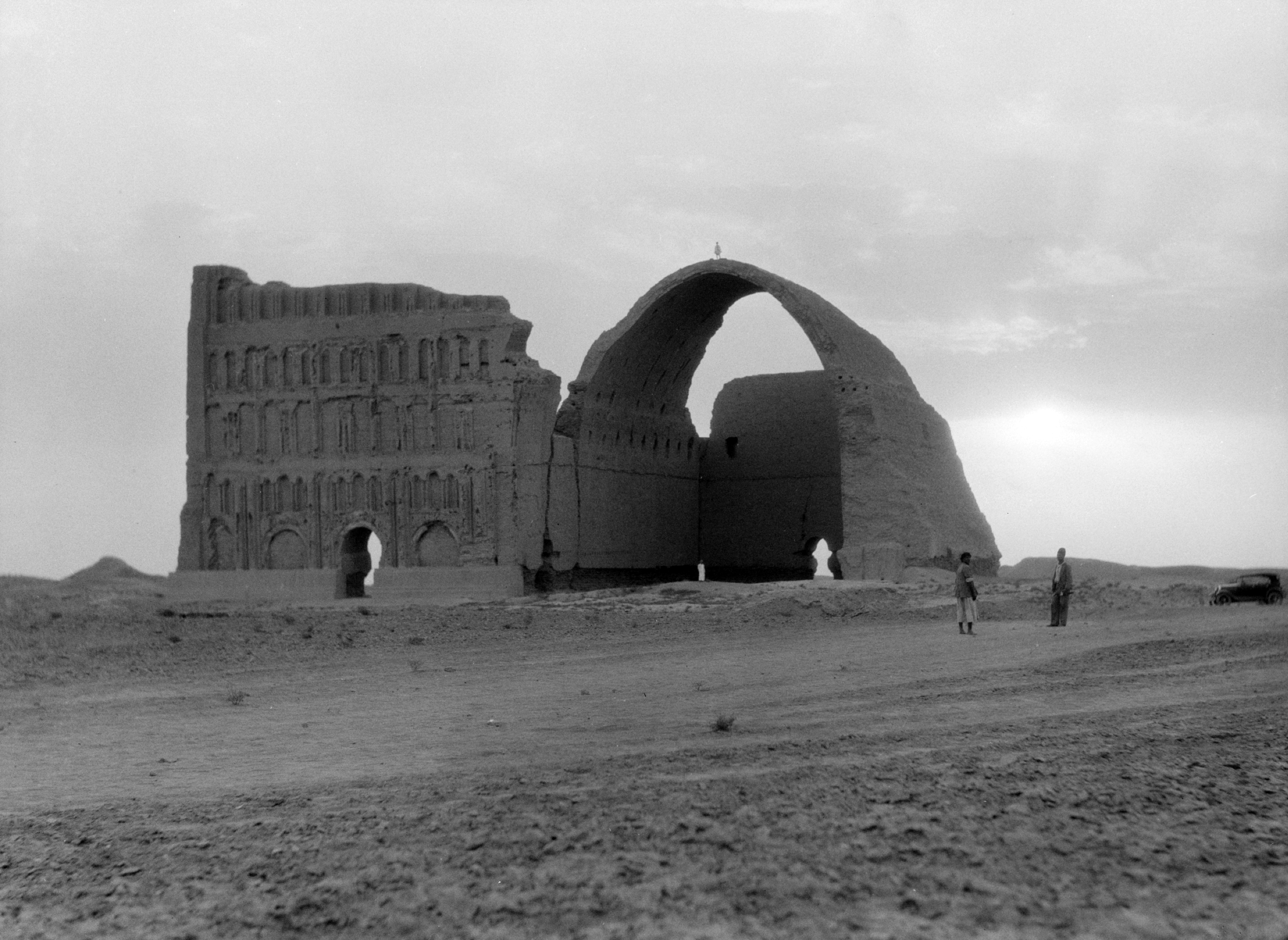
Taq-e Kisra, 1932

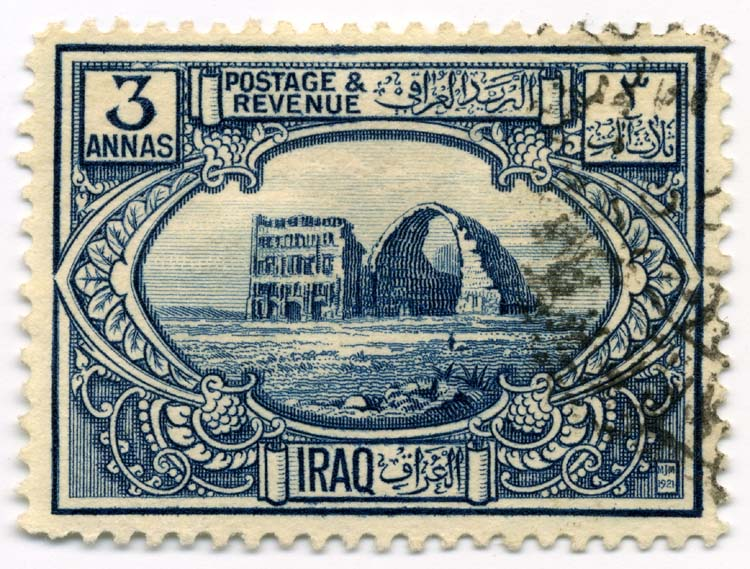
Ruinen von Ktesiphon auf einer irakischen Briefmarke von 1923

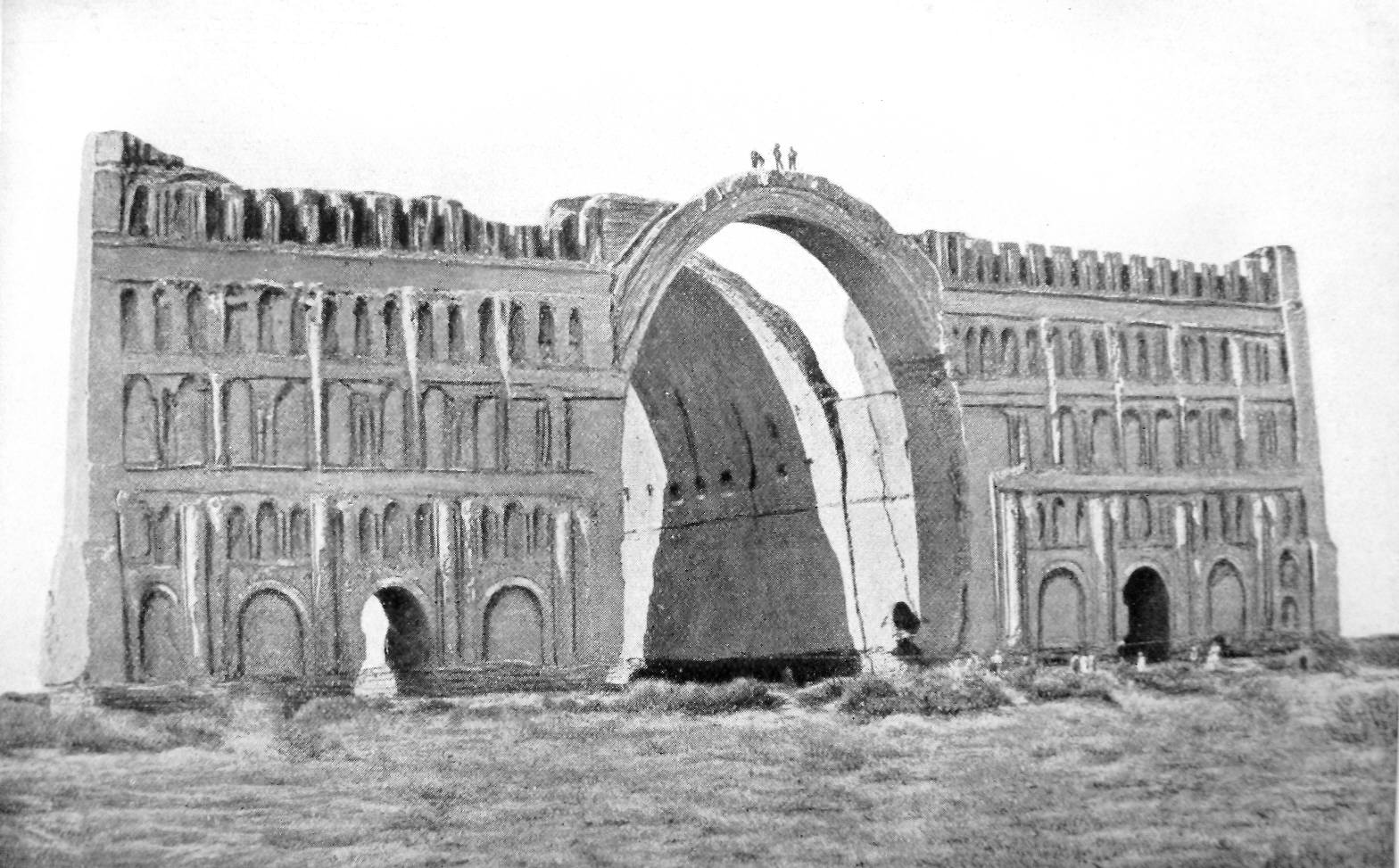
Anlage, 1864

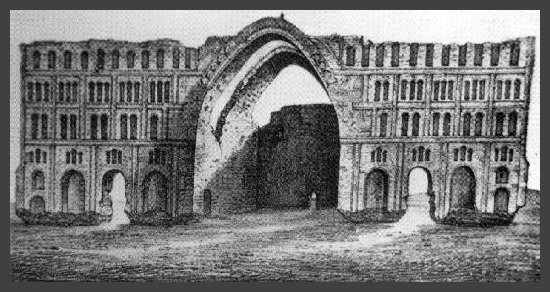
Anlage, 1824

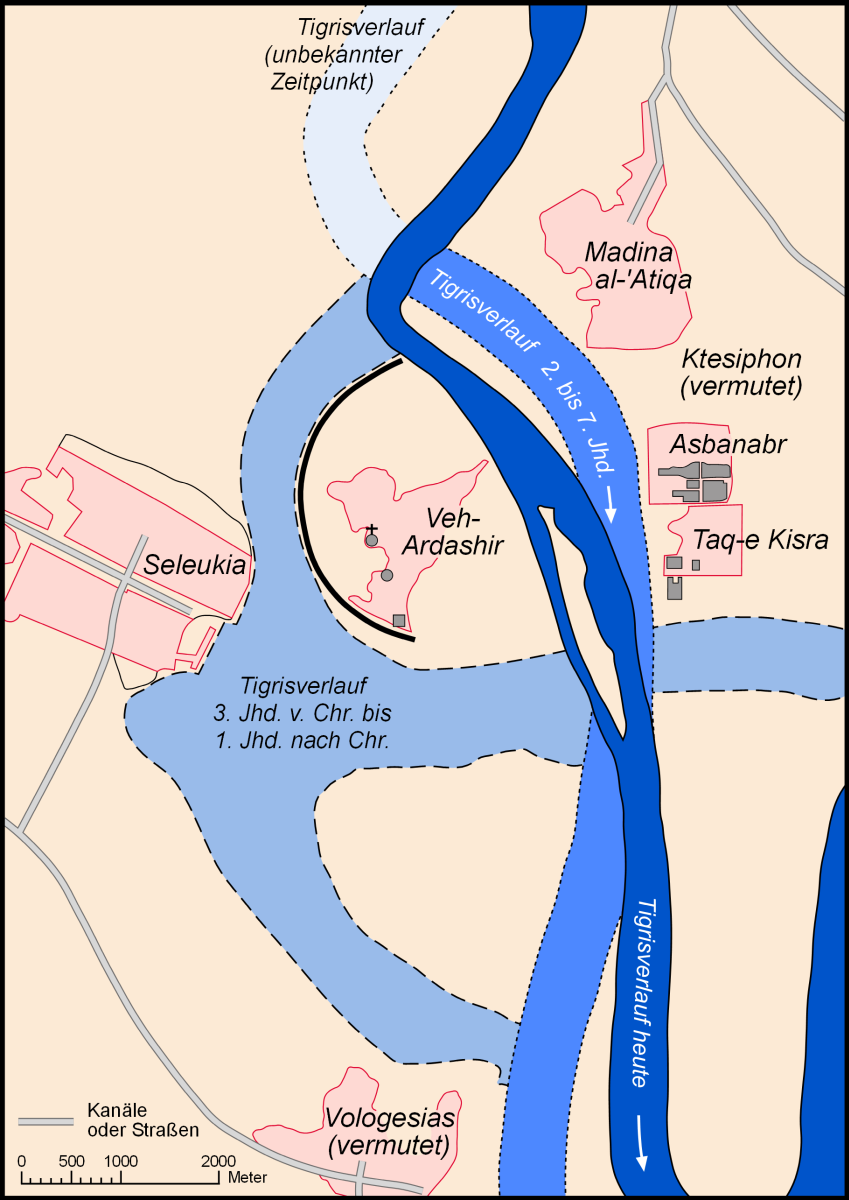
Karte von Ktesiphon mit den Flussverlaufsänderungen des Tigris im Laufe der letzten Jahrhunderte

Der Taq-e Kisra (oft Taq-i Kisra und Taq Kasra geschrieben, übersetzt: Bogen des Chosrau, gelegentlich auch Bogen von Ktesiphon genannt), (persisch طاق كسرى) Ṭāq-e Kesrā oder (persisch إيوان كسرى) Ayvān-e Kesrā, ist eine sassanidische Palastruine in Mahuza, die das einzige oberirdische Überbleibsel der am Tigris gelegenen Stadt Ktesiphon im Irak bildet. Die Ruine steht etwa 35 Kilometer südöstlich von Bagdad.

## Geschichte
Der Palast soll während der Regierungszeit des bedeutenden Sassanidenherrschers Chosrau I. (531 bis 579) entstanden sein. Diese heute weit verbreitete These wird allerdings nicht durchgehend anerkannt; der Palast wird manchmal aufgrund späterer literarischer Quellen stattdessen bereits Schapur I., dem zweiten Sassanidenherrscher (240 bis 272), zugeschrieben. Unter diesem war Ktesiphon bereits die Hauptresidenz des Sassanidenreiches gewesen. Die meisten Gelehrten gehen aber davon aus, dass Chosrau I., nachdem er um 560 die Weißen Hunnen entscheidend geschlagen und mit Ostrom Frieden geschlossen hatte, seinen Palast ausbauen ließ, der dabei den Torbogen Taq-e Kisra enthielt. Von dieser einst größten Sassanidenresidenz ist heute lediglich ein kleiner Teil nebst dem Torbogen übriggeblieben.
637 wurde die Anlage von den Arabern im Rahmen der arabisch-islamischen Expansion eingenommen und geplündert. Zeitweilig wurde der Palast danach als Moschee genutzt.
1888 fiel ein Drittel der Ruinen einem Hochwasser des Tigris zum Opfer. 1909 rissen weitere Überschwemmungen des Flusses den Nordflügel weg. Saddam Hussein begann ab 1975 bis in die 1980er Jahre hinein die Wiederherstellung des Nordflügels. Nach dem zweiten Golfkrieg wurde das Vorhaben eingestellt.

## Architektur
Die Gesamtanlage war durch einen rechtwinkligen Hof geprägt, um den sich vier Gebäudetrakte gruppierten. Das mehr als 24,5 m breite und 33 m hohe Backsteingewölbe überdachte den 48 m langen Thronsaal, in welchem die Sassanidenfürsten in Brokat und Seide gewandet Audienzen gewährten. Die Konstruktion ist parabolisch, weshalb der Torbogen besonders groß wirkt. In der Nähe des Bodens ist der Bogen sieben Meter dick, im Scheitel einen Meter. Nach einer mesopotamischen Technik wurden die bodennahen Ziegel horizontal und die im Gewölbe hochkant verbaut. Experten des oströmischen Kaisers Justinian halfen beim Bau. Gerüste wurden trotz der Höhe nicht verwendet. In die Gewölbehalle (bzw. Bogenhalle) waren römisch-byzantinische Marmorreliefs und Mosaiken eingebracht, die die Eroberung von Antiochia zeigten. Weitere Machtinsignien bildeten ein 27 × 27 Meter großer Teppich (Bahār-e Kisra) zu Füßen des Sassanidenkaisers und eine prächtige gewaltige Krone, die von der Decke des Bogens (an einer Goldkette befestigt) herabhing. Der gewaltige Iwan wurde beidseits von je sechsstöckigen Backsteinfassaden mit Architraven eingefasst, wobei ungeklärt ist, ob diese römische oder hellenistische Anklänge haben. Geschmückt waren die Fassaden mit Blendzierbögen und -säulen. Hinter diesen verbargen sich die übrigen Räumlichkeiten des Palastanwesens. Der Torbogen ist der größte erhaltene Iwan der vorislamischen Zeit. Das Ideal, dass Wohnräume zusammengefasst wurden und sich um einen befestigten Innenhof drapierten, wurde in der Folgezeit fester Bestandteil der iranischen Architektur und spiegelt sich auch in diesem Objekt. Die Quaderstein-Bauweise wurde seit dem 4. Jahrhundert zunehmend durch feinere Bearbeitung des Ziegelsteins und dessen Verbauung mittels Gipsmörtel abgelöst. Daneben kamen zunehmend Stuckornamente zum Einsatz.

## „Frühling von Chosrau“
Im Palast lag laut späteren Quellen einst ein Gartenteppich mit schachbrettartigen Feldermustern, der 27 × 27 Metern maß. Er hieß Bahār-e Kisra. Der Teppich bildete Blumenbeete, Obstbäume, Wege und Wasserkanäle und an den Wegkreuzungen Pavillons ab. Er war mit Edelmetallen durchwirkt. Die Äste der Bäume waren in Gold und Silber dargestellt, Blumen und Obst wurden durch Edelsteine verkörpert, Wasserläufe durch Kristallglas. Zu Ehren des im Orient bis heute legendenumrankten Sassanidenkönigs spricht der Volksmund im Iran vom Teppich als dem „Frühling des Chosrau“, beziehungsweise „Baharestan“.